# Harpactes fasciatus
Harpactes fasciatus là một loài chim trong họ Trogonidae.